# Quadruple Aveyronnais
Le Quadruple Aveyronnais était une épreuve internationale d'enduro se déroulant sur 4 jours dans tout le département de l'Aveyron. Elle se déroulait le dernier week-end d'août.

## Histoire

### Étapes
| Édition | Départ                   | jour 1                   | jour 2                   | jour 3                       | Arrivée            |
| ------- | ------------------------ | ------------------------ | ------------------------ | ---------------------------- | ------------------ |
| 1989    | Rodez                    | Millau                   | Saint-Affrique           | Villefranche-de-Rouergue     | Rodez              |
| 1990    | Rodez                    | Villefranche-de-Rouergue | Saint-Affrique           | Sévérac-le-Château           | Rodez              |
| 1991    |                          |                          |                          |                              |                    |
| 1992    | Villefranche-de-Rouergue | Saint-Affrique           | Durenque                 | Sainte-Geneviève-sur-Argence | Rodez              |
| 1993    | Saint-Affrique           | Saint-Affrique           | Villefranche-de-Rouergue | Sainte-Geneviève-sur-Argence | Rodez              |
| 1994    | Rodez                    | Saint-Affrique           | Villefranche-de-Rouergue | Sainte-Geneviève-sur-Argence | Sévérac-le-Château |
| 1995    |                          |                          |                          |                              |                    |
| 1996    | Millau                   | Saint-Affrique           | Pont de Salars           | Sainte-Geneviève-sur-Argence | Sévérac-le-Château |
| 1997    |                          |                          |                          |                              |                    |
| 1998    |                          |                          |                          |                              |                    |

### Palmarès
| Édition | Vainqueur          | 2e               | 3e               | 4e                   | 5e                    |
| ------- | ------------------ | ---------------- | ---------------- | -------------------- | --------------------- |
| 1989    |                    |                  |                  |                      |                       |
| 1990    | Richard Sainct     | Alain Boissonade | Christian Boulet | Jean-Luc Miroir      | Laurent Charbonnel    |
| 1991    |                    |                  |                  |                      |                       |
| 1992    | Laurent Charbonnel | Richard Sainct   | Alain Olivier    | Jean-Marie Bennerote | Jean-François Trolard |
| 1993    | Laurent Charbonnel | Dominique Costes | David Castera    | Christian Boulet     | Philippe Cammisar     |
| 1994    | Laurent Charbonnel | Eric Bernard     | Laurent Pidoux   | Dominique Costes     | David Castera         |
| 1995    |                    |                  |                  |                      |                       |
| 1996    |                    |                  |                  |                      |                       |
| 1997    |                    |                  |                  |                      |                       |
| 1998    |                    |                  |                  |                      |                       |